# 呉信用金庫

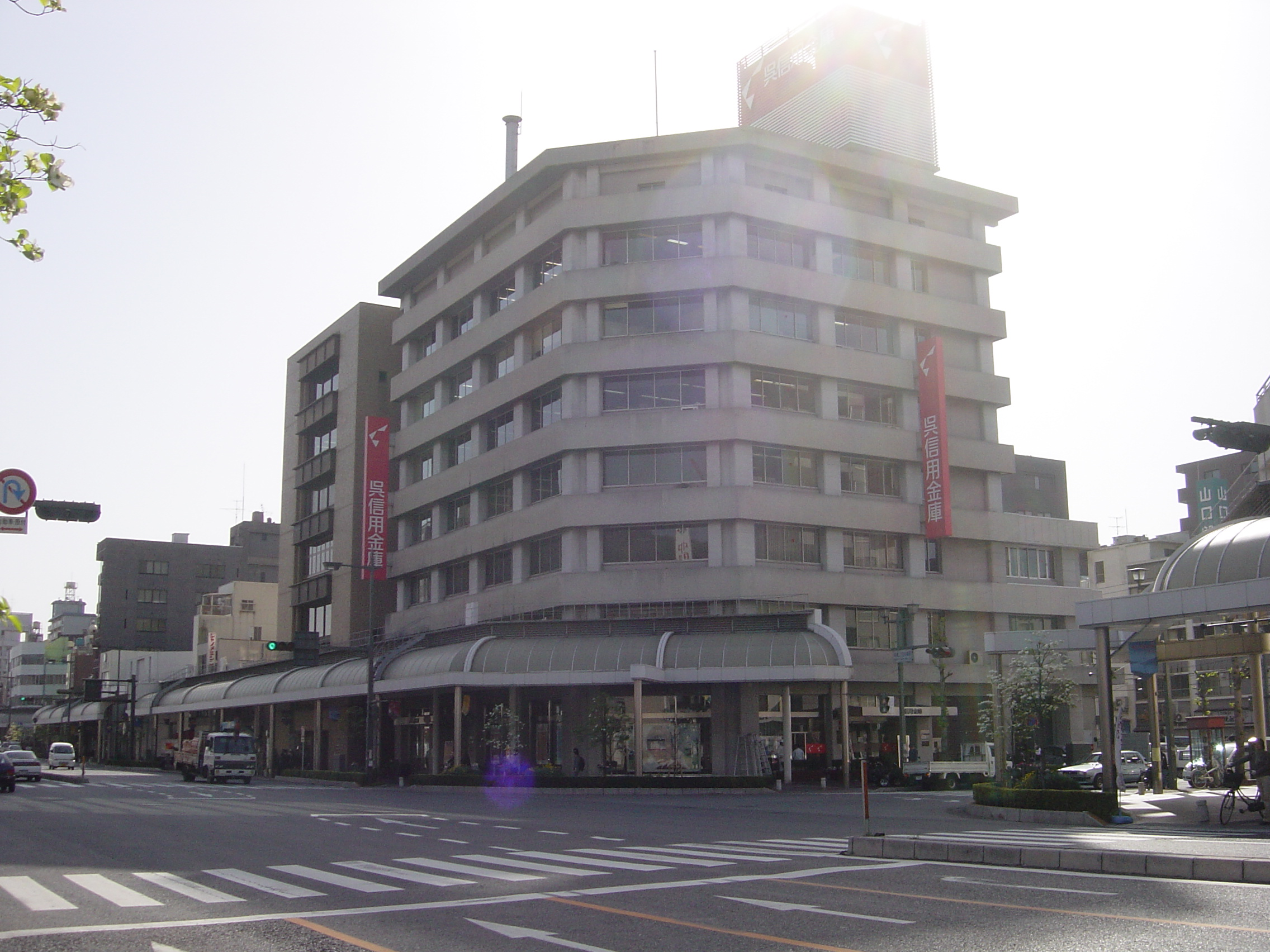
本店改装前

呉信用金庫（くれしんようきんこ）は、広島県呉市に本店を置く信用金庫である。愛称は「くれしん」。

## 沿革
- 1925年9月2日　呉市信用組合として設立。
- 1943年6月　市街地信用組合に転換・改組。
- 1951年10月　信用金庫に転換、呉信用金庫に改組。
- 1990年4月　呉中央信用金庫を合併。
- 1999年5月6日　芸陽信用金庫を合併。

## ATMについて
呉信用金庫のATM・CD（他の金融機関との共同ATM・CDを除く）では、他の信用金庫のキャッシュカードでも、「しんきんATMゼロネットサービス」により、平日8:45～18:00の入出金、土曜9:00～14:00の出金に限り手数料が無料となる。
また、広島銀行・もみじ銀行・JAバンク広島・JA広島信連（以上「ひろしまネットサービス」によるATM･CD相互無料提携金融機関）のキャッシュカードでも、平日8:45～18:00の出金は手数料が無料となる。